# Vladimir Koman
Vladimir Koman Jr. (Uzhgorod, República Socialista Soviética de Ucrania, 16 de marzo de 1989) es un futbolista húngaro. Juega de centrocampista y su equipo es el Chennaiyin F. C. de India.
Fue galardonado con la Bota de Plata en el Mundial Sub-20 de 2009, donde marcó cinco goles que contribuyeron a que su selección obtuviera el tercer puesto.

## Clubes
| Club                    | País                   | Año       |
| ----------------------- | ---------------------- | --------- |
| Szombathelyi Haladás    | Hungría                | 2004-2005 |
| U. C. Sampdoria         | Italia                 | 2005-2012 |
| U. S. Avellino (cedido) | Italia                 | 2008-2009 |
| A. S. Bari (cedido)     | Italia                 | 2009-2010 |
| A. S. Mónaco F. C.      | Francia                | 2012      |
| F. C. Krasnodar         | Rusia                  | 2012-2014 |
| F. C. Ural (cedido)     | Rusia                  | 2013-2014 |
| Diósgyőri VTK           | Hungría                | 2015-2016 |
| Adanaspor               | Turquía                | 2016-2018 |
| Sepahan F. C.           | Irán                   | 2018-2020 |
| Hatta Club              | Emiratos Árabes Unidos | 2020-2021 |
| Chennaiyin F. C.        | India                  | 2021-     |